# Église Saint-Étienne de Lille
Ne doit pas être confondu avec l'ancienne église Saint-Étienne de Lille, détruite en 1792.
Pour les articles homonymes, voir Église Saint-Étienne et Saint-Étienne (homonymie).
L’église Saint-Étienne est une église baroque située Rue de l'Hôpital-Militaire à proximité de la Grand'Place de Lille. Construite à partir de 1606 comme église du collège jésuite y attenant, et consacrée à l'Immaculée conception, elle est devenue paroissiale sous le patronage de saint Étienne en 1796. Cette église a été classée Monument historique en septembre 1987.
Ce site est desservi par la station de métro Rihour.

## Histoire
L'actuelle église Saint-Étienne est en réalité l'ancienne chapelle du collège des jésuites. L'ancienne église de la paroisse Saint-Étienne a été détruite par un incendie en 1792 lors du siège de la ville par les Autrichiens. Elle se dressait alors au coin nord de la Grand'Place (comme en témoignent les noms des rues où elle s’érigeait : rue Saint-Étienne, rue des débris Saint-Étienne, rue du curé Saint-Étienne) et datait essentiellement des XIVe et XVe siècles.
L'histoire de la chapelle des Jésuites, actuelle église Saint-Étienne, remonte au début du XVIIe siècle. Avec le soutien de l'évèque Jean Vendeville, un groupe de jésuites, arrivés à Lille en 1562, reprend la charge du collège municipal, fondé en 1529 par le magistrat de Lille. En 1606, les Jésuites entreprennent la construction de la chapelle du collège qui s'achève en 1610. Elle sera détruite par un incendie le 8 octobre 1740 ainsi que tout son mobilier dont plusieurs tableaux de Rubens, parmi lesquels la chute des anges rebelles et Job.
Elle est reconstruite à partir de 1743 par l'architecte François-Joseph Gombert selon les plans de Dominique Delesalle. Retardés par la guerre de Succession d'Autriche en 1744 et par le siège de Tournai en 1745, les travaux sont achevés fin 1748 permettant sa consécration par l'évêque de Tournai en 1750.
Lorsque les Jésuites sont expulsés de France en 1765, la chapelle devient celle du collège communal. Mais ce dernier est déplacé place aux Bleuets en 1767. À partir de 1778, le bâtiment de l'ancien collège devient un hôpital militaire et la chapelle de l'Immaculée Conception, la chapelle de l'hôpital. C'est dans cette chapelle que les 434 députés des trois ordres du bailliage de Lille se réunissent en mars 1789 pour préparer les États généraux de 1789. Désaffectée en 1791, la chapelle sert de manège militaire de 1793 à 1796.
Après la destruction de l'église Saint-Étienne en 1792, la paroisse se trouve privée de lieu de culte. C'est ainsi qu'en 1796, l'ancienne chapelle du collège des Jésuites est rouverte au culte et prend le titre d'église paroissiale Saint-Étienne. Elle est de nouveau endommagée par le feu en juillet 1910, mais sa structure n'est pas affectée et l'essentiel de son mobilier est préservé.
Depuis l'automne 2017, les prêtres de l'Institut du Christ-Roi Souverain Prêtre y célèbrent des messes en latin, selon la « forme extraordinaire du rite romain », chaque jour de la semaine. Le groupe Saint-Vaast (principalement composé de jeunes fidèles) organise, depuis cette église, des maraudes hebdomadaires pour les sans-abris.

## Description

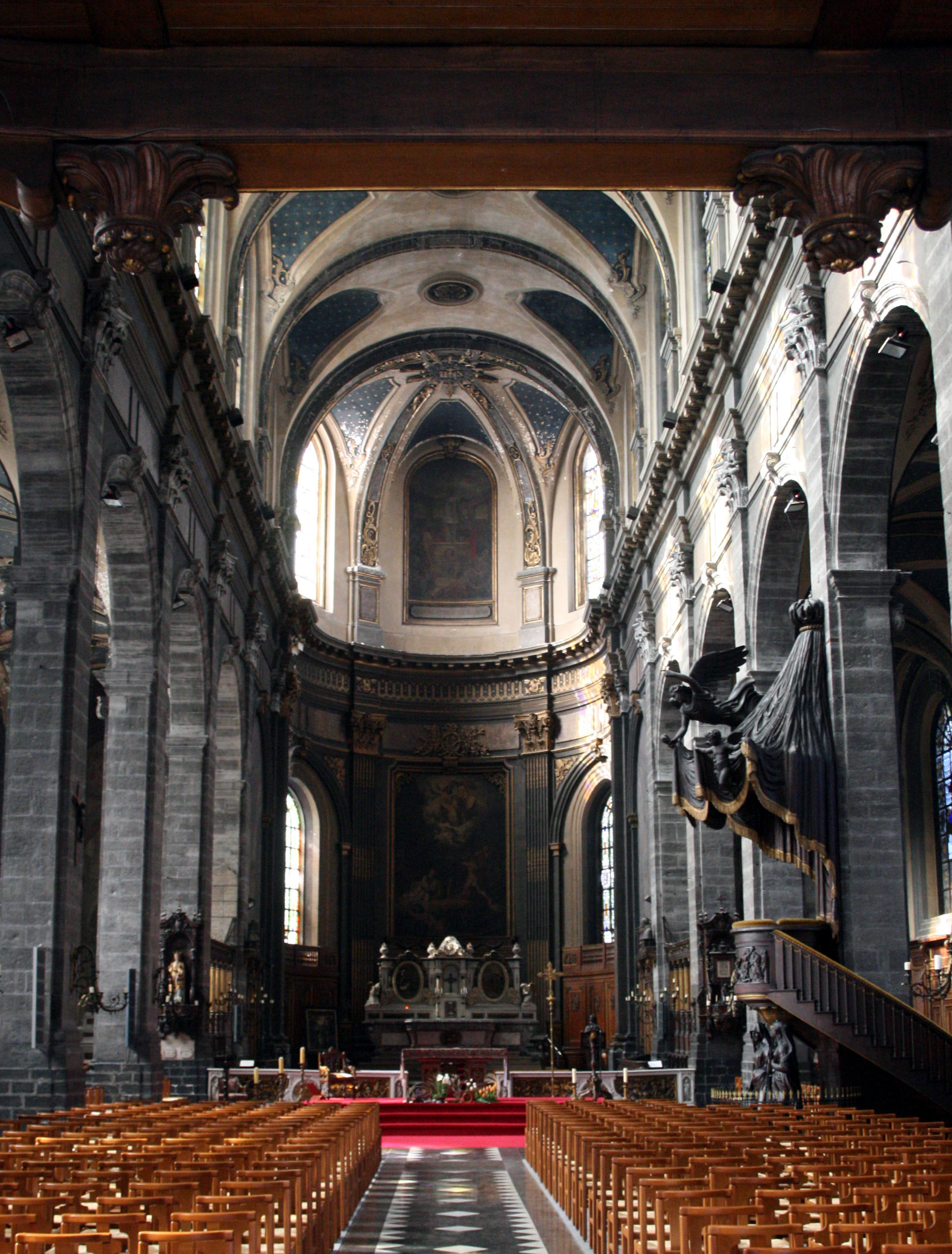

La façade de l'église, de 29 mètres de haut, est en pierre de taille. La rue de l'Hôpital-Militaire, très étroite, en accentue encore l'impression de hauteur. Son style, résolument classique, est également inspiré du baroque de l'église du Gesù à Rome. On peut observer deux ordres superposés : ionique pour la partie inférieure et corinthien pour la partie supérieure. Au fronton, un bas-relief en demi-cercle porte le millésime de 1747 et le monogramme de la compagnie de Jésus, IHS.
À la gauche du chœur, se trouve le clocher, une tour carrée de 57 mètres de haut surmontée d'un campanile.
L'intérieur de l'église, longue de 61 mètres, est sobre et lumineux et suit un plan en croix latine. L'église a trois vaisseaux, tous trois terminés en cul-de-four :
- la nef centrale, de sept travées, est prolongée par le chœur à abside semi-circulaire,
- de part et d'autre de la nef, les bas-côtés, de moindre hauteur, sont terminés par des chapelles.

Douze piliers de section carrée en pierre de Soignies décorés de colonnes à chapiteaux corinthiens supportent le vaisseau. Le chœur et les bas-côtés sont couverts par une voûte en ogive, la nef est quant à elle couverte par une voûte en berceau plein cintre décorée de motifs rocaillés en stuc.
Le dallage du sol en marbre noir et blanc provient de l'ancienne chapelle.
L'église est éclairée par 32 baies en plein cintre ornées de vitraux réalisés par Charles Gaudelet d'après des cartons de Victor Mottez entre 1854 et 1862.

## Mobilier

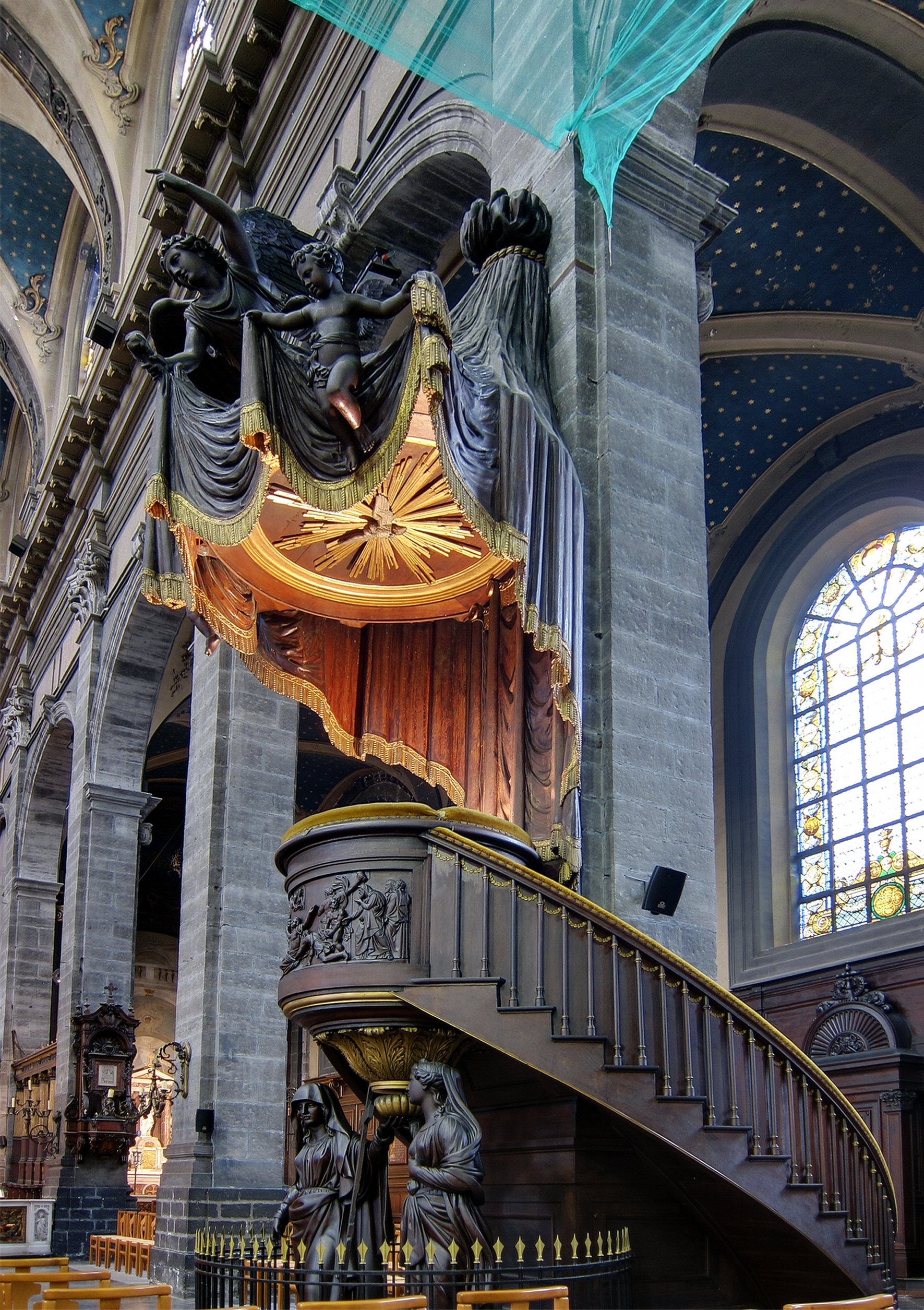
Chaire à prêcher du sculpteur François Rude

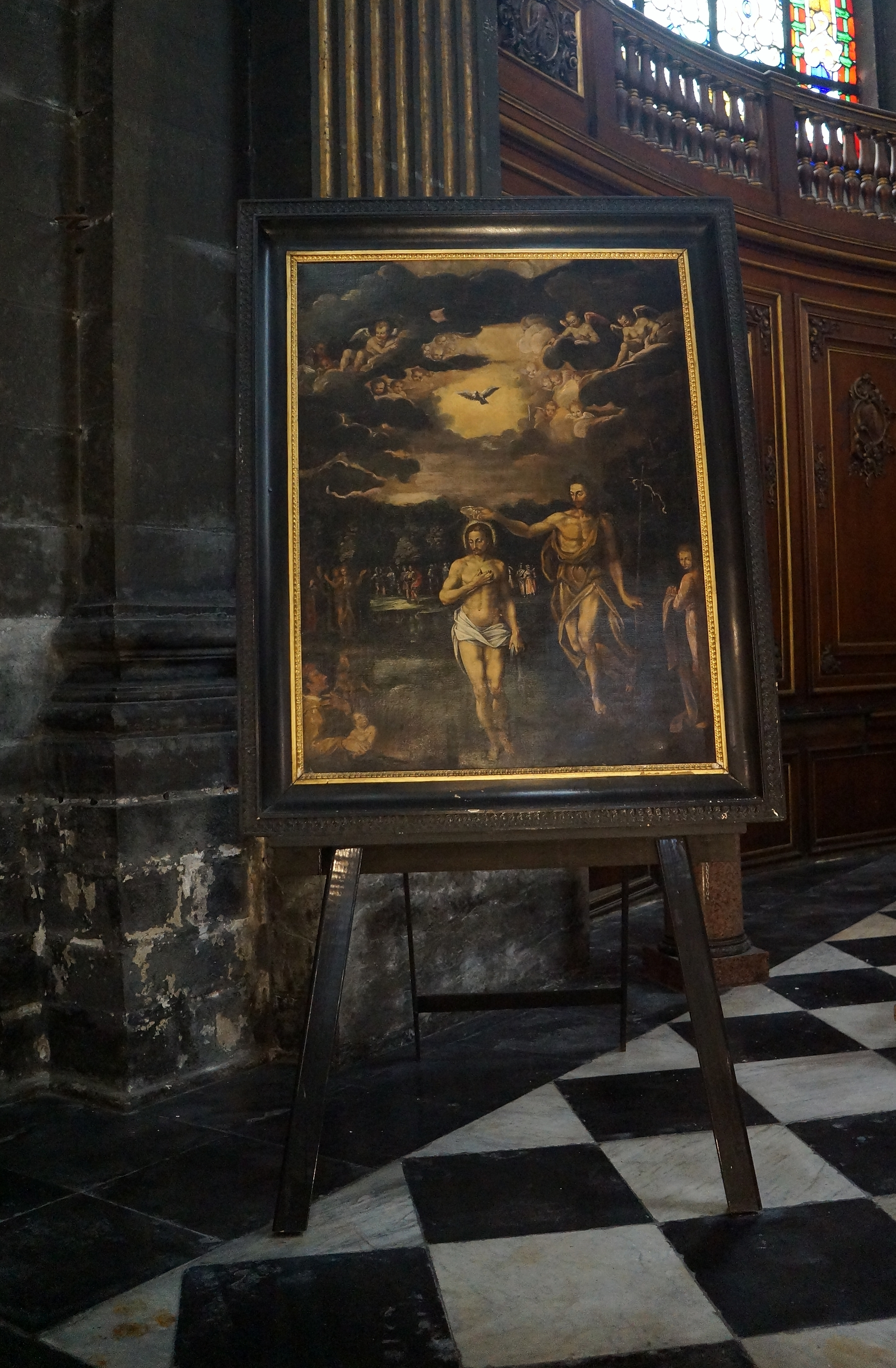
Le Baptême du Christ, peinture flamande anonyme du XVIIe

- La chaire de vérité est l'œuvre du sculpteur François Rude. Réalisée entre 1825 et 1828, elle est composée d'un abat-voix surmonté d'un archange et d'angelots tandis que la Foi et l'Espérance soutiennent la cuve ornée d'un bas-relief représentant la lapidation de saint-Étienne. L'archange serait une ébauche de La Marseillaise de l'Arc de Triomphe[3]. La chaire a été classée monument historique en 1971.
- Dans le chœur, derrière l'autel, on peut observer une peinture de Victor Mottez, la Lapidation de saint Étienne, réalisée en 1837. De part et d'autre de l'entrée, l'église présente également plusieurs peintures flamandes anonymes du XVIIe siècle (l'Adoration des bergers, les Noces de Cana, les Docteurs de l'Église, le Christ agonisant entouré de la Vierge et de saint-Jean) ainsi que l'Adoration des bergers d'Arnould de Vuez.
- Sur l'un des piliers encadrant l'autel se trouve une sculpture romane en bois, restaurée au XIXe siècle, représentant Notre-Dame d'Annay.
- La chapelle latérale gauche contient une statue de la Vierge à l'Enfant réalisée en 1835. C'est une reproduction d'une Vierge d'Antonio Raggi qui se trouve dans la chapelle Saint-Joseph-des-Carmes à Paris.
- Le grand orgue est une construction de la maison Daublaine Callinet et date de 1840. Modifié à quatre reprises notamment par Aristide Cavaillé-Coll en 1899 puis par Charles Mutin en 1901, il possède aujourd'hui 39 jeux sur 3 claviers et pédalier.
- La sacristie conserve un bahut flamand du début du XVIIe siècle attribué à la famille Destrée ainsi qu'un décor de boiserie Premier Empire.
- Depuis l'Avent 2024, l'église Saint Étienne abrite une nouvelle crèche régionale de Noël, constituée de santons et de bâtiments qui incarnent les coutumes et métiers d'autrefois dans le Nord de la France.